# Уули, Эйно Аугустович
Эйно Августович Уу́ли (эст. Eino Uuli; 1906—1976) — эстонский советский режиссёр и оперный певец (тенор).

## Биография
Родился 1 (14 декабря) 1906 года в Нарве (ныне Эстония). В 1915—1919 годах учился в Нарвской гимназии, но в 1925 году окончил гимназию Я. Вестхольма. Сначала он учился игре на фортепиано в Таллиннской консерватории (в классе П. Рамули), но в 1933 году окончил консерваторию по специальности песня (в классе Айно Тамм). Был чемпионом Эстонии по баскетболу (1925 и 1927) и футболу (1930). В 1929—1931 годах хорист театра «Эстония» (Таллин); в 1932—1933 годах — артист оперетты и драмы театра «Угала» (Вильянди); в 1934—1936 годах — солист оперы и оперетты, режиссёр театра «Ванемуйне» (Тарту); в 1936—1951 годах (с небольшим перерывом) — режиссёр (некоторое время художественный руководитель и главный режиссёр) театра оперы и балета «Эстония» (Таллин), где поставил свыше 40 опер. Режиссёру было присуще стремление к детализации художественных образов и хора; уделял большое внимание выразительности слова.
Умер 19 февраля 1976 года в Таллине.
Сын — пианист и перкуссионист Эйно Уули (1949—2017)

## Постановки
- 1939 — «Тихий Дон» И. И. Дзержинского
- 1940 — «Пиковая дама» П. И. Чайковского
- 1943 — «Севильский цирюльник» Дж. Россини
- 1945, 1948 — Огни мщения" Э. А. Каппа
- 1946 — «Пюхаярв», «Берег бурь» Г. Г. Эрнесакса.

## Признание
- заслуженный деятель искусств Эстонской ССР (1957)
- Сталинская премия третьей степени (1951) — за постановку оперного спектакля «Берег бурь» Г. Г. Эрнесакса, поставленный на сцене ГАТОБ Эстонской ССР